# Katixa Agirre
Pour les articles homonymes, voir Agirre.
Katixa Agirre Miguélez, née à Vitoria-Gasteiz le 27 octobre 1981, est une écrivaine basque.

## Biographie
Docteure en communication audiovisuelle, elle se consacre parallèlement à la littérature. Elle publie une collection de contes, Sua faute zaigu en 2007.
En 2015, elle publie son premier roman, Atertu art Itxaron, édité par la maison Elkar.
En 2018, elle obtient un important succès public avec le roman Amek ez dute (traduit en français sous le titre : Pas les mères, et en espagnol : Las Madres No), qui évoque la dépression périnatale. L'œuvre est adaptée en 2024 au cinéma par la cinéaste catalane Mar Coll pour son film Salve Maria avec la jeune actrice Laura Weissmahr dans son premier rôle.
Elle publie de nombreux ouvrages de jeunesse et de littérature enfantine : Paularen seigarren atzamarra, Ez naiz sirène bat, eta zer? ou encore Patzikuren problemak. Elle crée la saga de la jeune archéologue et aventurière Amaia Lapitz.
En 2022, elle publie le roman Berriz zentauro.